# (308197) Satrapi
(308197) Satrapi est un astéroïde de la ceinture principale.

## Description
(308197) Satrapi est un astéroïde de la ceinture principale. Il fut découvert le 3 mars 2005 à Nogales par Jean-Claude Merlin. Il présente une orbite caractérisée par un demi-grand axe de 2,42 UA, une excentricité de 0,15 et une inclinaison de 2,0° par rapport à l'écliptique.
Il est nommé en l'honneur de l'auteur de bandes dessinées d'origine iranienne Marjane Satrapi.

## Compléments